# Torneo de New Haven 2017
El Connecticut Open 2017 fue la 49.ª edición del torneo femenino de tenis de la Serie Premier de la WTA Tour 2017. Se llevó a cabo en el Centro de Tenis Cullman-Heyman en New Haven, Connecticut, Estados Unidos, del 20 al 26 de agosto. Se utilizaron canchas duras al aire libre. El torneo, formó parte del US Open Series 2017.

## Cabezas de serie

### Individuales femenino
| Tenista                   | Ranking | Preclasificada |
| Agnieszka Radwańska       | 10      | 1              |
| Dominika Cibulková        | 11      | 2              |
| Petra Kvitová             | 13      | 3              |
| Kristina Mladenovic       | 14      | 4              |
| Yelena Vesnina            | 18      | 5              |
| Anastasiya Pavliuchenkova | 20      | 6              |
| Barbora Strýcová          | 23      | 7              |
| Shuai Peng                | 25      | 8              |

- Ranking del 14 de agosto de 2017

### Dobles femenino
| Tenista                           | Ranking | Preclasificada |
| Sania Mirza Monica Niculescu      | 26      | 1              |
| Ashleigh Barty Casey Dellacqua    | 30      | 2              |
| Anna-Lena Grönefeld Květa Peschke | 40      | 3              |
| Gabriela Dabrowski Xu Yifan       | 48      | 4              |

## Campeonas

### Individual femenino
Daria Gavrilova venció a   Dominika Cibulková por 4-6, 6-3, 6-4

### Dobles femenino
Gabriela Dabrowski /  Xu Yifan vencieron a  Ashleigh Barty /  Casey Dellacqua por 3-6, 6-3, [10-8]

## Calendario
Esta fue la programación completa de los torneos durante el calendario de la WTA en 2017. Los torneos aparecen ordenados según su categoría y conforme se vayan disputando cronológicamente, figurando a su vez la tenista ganadora del torneo y el progreso de las jugadoras en cada torneo a partir de los cuartos de final. Para cada torneo se indica, además, el importe económico para premios, la superficie en la que se juega y el número de tenistas participantes.
Clave
| Grand Slam            |
| Finals                |
| Elite Trophy          |
| Premier Mandatory     |
| Premier 5             |
| Premier               |
| International         |
| Copa Hopman y Fed Cup |

### Enero
| Semana                  | Torneo | Campeonas                                             | Finalistas                               | Semifinalistas                                          | Cuartos de final                                                           |
| ----------------------- | --- | ----------------------------------------------------- | ---------------------------------------- | ------------------------------------------------------- | -------------------------------------------------------------------------- |
| 2 de enero              | Hopman Cup Perth, Australia Campeonato Mixto de la ITF Dura (i) – 8 equipos (RR)                                                                 | Francia Kristina Mladenovic Richard Gasquet           | Estados Unidos Coco Vandeweghe Jack Sock | Eliminados del Grupo A · Suiza · Alemania · Reino Unido | Eliminados del Grupo B · España · República Checa · Australia              |
| 2 de enero              | Brisbane International presented by Suncorp Brisbane, Australia WTA Premier $1,000,000 – Dura – 30S/32Q/16D Cuadro Individual – Cuadro de Dobles | Karolína Plíšková 6-0, 6-3                            | Alizé Cornet                             | Elina Svitolina Garbiñe Muguruza                        | Angelique Kerber Roberta Vinci Svetlana Kuznetsova Dominika Cibulková      |
| 2 de enero              | Brisbane International presented by Suncorp Brisbane, Australia WTA Premier $1,000,000 – Dura – 30S/32Q/16D Cuadro Individual – Cuadro de Dobles | Bethanie Mattek-Sands Sania Mirza 6-2, 6-3            | Yekaterina Makarova Yelena Vesnina       | Elina Svitolina Garbiñe Muguruza                        | Angelique Kerber Roberta Vinci Svetlana Kuznetsova Dominika Cibulková      |
| 2 de enero              | Shenzhen Open Shenzhen, China WTA International $750,000 – Dura – 32S/16Q/16D Cuadro Individual – Cuadro de Dobles                               | Kateřina Siniaková 6-3, 6-4                           | Alison Riske                             | Camila Giorgi Johanna Konta                             | Agnieszka Radwańska Qiang Wang Kristýna Plíšková Nina Stojanović           |
| 2 de enero              | Shenzhen Open Shenzhen, China WTA International $750,000 – Dura – 32S/16Q/16D Cuadro Individual – Cuadro de Dobles                               | Andrea Hlaváčková Shuai Peng 6-1, 7-5                 | Ioana Raluca Olaru Olga Savchuk          | Camila Giorgi Johanna Konta                             | Agnieszka Radwańska Qiang Wang Kristýna Plíšková Nina Stojanović           |
| 2 de enero              | ASB Classic Auckland, Nueva Zelanda WTA International $250,000 – Dura – 32S/32Q/16D Cuadro Individual – Cuadro de Dobles                         | Lauren Davis 6-3, 6-1                                 | Ana Konjuh                               | Jeļena Ostapenko Julia Goerges                          | Madison Brengle Barbora Strýcová Caroline Wozniacki Naomi Osaka            |
| 2 de enero              | ASB Classic Auckland, Nueva Zelanda WTA International $250,000 – Dura – 32S/32Q/16D Cuadro Individual – Cuadro de Dobles                         | Kiki Bertens Johanna Larsson 6-2, 6-2                 | Demi Schuurs Renata Voráčová             | Jeļena Ostapenko Julia Goerges                          | Madison Brengle Barbora Strýcová Caroline Wozniacki Naomi Osaka            |
| 9 de enero              | Apia International Sydney Sídney, Australia WTA Premier $776,000 – Dura – 30S/32Q/16D Cuadro Individual – Cuadro de Dobles                       | Johanna Konta 6-4, 6-2                                | Agnieszka Radwańska                      | Eugénie Bouchard Barbora Strýcová                       | Daria Kasátkina Anastasiya Pavliuchenkova Caroline Wozniacki Duan Yingying |
| 9 de enero              | Apia International Sydney Sídney, Australia WTA Premier $776,000 – Dura – 30S/32Q/16D Cuadro Individual – Cuadro de Dobles                       | Tímea Babos Anastasiya Pavliuchenkova 6-4, 6-4        | Sania Mirza Barbora Strýcová             | Eugénie Bouchard Barbora Strýcová                       | Daria Kasátkina Anastasiya Pavliuchenkova Caroline Wozniacki Duan Yingying |
| 9 de enero              | Hobart International Hobart, Australia WTA International $250,000 – Dura – 32S/32Q/16D Cuadro Individual – Cuadro de Dobles                      | Elise Mertens 6-3, 6-1                                | Monica Niculescu                         | Jana Fett Lesia Tsurenko                                | Kiki Bertens Verónica Cepede Royg Risa Ozaki Shelby Rogers                 |
| 9 de enero              | Hobart International Hobart, Australia WTA International $250,000 – Dura – 32S/32Q/16D Cuadro Individual – Cuadro de Dobles                      | Ioana Raluca Olaru Olga Savchuk 0-6, 6-4, [10-5]      | Gabriela Dabrowski Yang Zhaoxuan         | Jana Fett Lesia Tsurenko                                | Kiki Bertens Verónica Cepede Royg Risa Ozaki Shelby Rogers                 |
| 16 de enero 23 de enero | Australian Open Melbourne, Australia Grand Slam A$22,697,600 – Dura 128S/96Q/64D/32X Cuadro Individual – Cuadro de Dobles – Dobles Mixtos        | Serena Williams 6-4, 6-4                              | Venus Williams                           | Coco Vandeweghe Mirjana Lučić-Baroni                    | Garbiñe Muguruza Anastasiya Pavliuchenkova Karolína Plíšková Johanna Konta |
| 16 de enero 23 de enero | Australian Open Melbourne, Australia Grand Slam A$22,697,600 – Dura 128S/96Q/64D/32X Cuadro Individual – Cuadro de Dobles – Dobles Mixtos        | Bethanie Mattek-Sands Lucie Šafářová 6-7(4), 6-3, 6-3 | Andrea Hlaváčková Shuai Peng             | Coco Vandeweghe Mirjana Lučić-Baroni                    | Garbiñe Muguruza Anastasiya Pavliuchenkova Karolína Plíšková Johanna Konta |
| 16 de enero 23 de enero | Australian Open Melbourne, Australia Grand Slam A$22,697,600 – Dura 128S/96Q/64D/32X Cuadro Individual – Cuadro de Dobles – Dobles Mixtos        | Abigail Spears Juan Sebastián Cabal 6-2, 6-4          | Sania Mirza Ivan Dodig                   | Coco Vandeweghe Mirjana Lučić-Baroni                    | Garbiñe Muguruza Anastasiya Pavliuchenkova Karolína Plíšková Johanna Konta |
| 30 de enero             | St. Petersburg Ladies Trophy San Petersburgo, Rusia WTA Premier $776,000 – Dura (i) – 28S/32Q/16D Cuadro Individual – Cuadro de Dobles           | Kristina Mladenovic 6-2, 6-7(3), 6-4                  | Yulia Putintseva                         | Natalia Vikhlyantseva Dominika Cibulková                | Simona Halep Roberta Vinci Svetlana Kuznetsova Yelena Vesnina              |
| 30 de enero             | St. Petersburg Ladies Trophy San Petersburgo, Rusia WTA Premier $776,000 – Dura (i) – 28S/32Q/16D Cuadro Individual – Cuadro de Dobles           | Jeļena Ostapenko Alicja Rosolska 3-6, 6-2, [10-5]     | Darija Jurak Xenia Knoll                 | Natalia Vikhlyantseva Dominika Cibulková                | Simona Halep Roberta Vinci Svetlana Kuznetsova Yelena Vesnina              |
| 30 de enero             | Taiwan Open Taipéi, Taiwán WTA International $250,000 – Dura (i) – 32S/24Q/16D Cuadro Individual – Cuadro de Dobles                              | Elina Svitolina 6-3, 6-2                              | Shuai Peng                               | Mandy Minella Lucie Šafářová                            | Ons Jabeur Zhu Lin Misaki Doi Samantha Stosur                              |
| 30 de enero             | Taiwan Open Taipéi, Taiwán WTA International $250,000 – Dura (i) – 32S/24Q/16D Cuadro Individual – Cuadro de Dobles                              | Hao-Ching Chan Yung-Jan Chan 6-4, 6-2                 | Lucie Hradecká Kateřina Siniaková        | Mandy Minella Lucie Šafářová                            | Ons Jabeur Zhu Lin Misaki Doi Samantha Stosur                              |

### Febrero
| Semana        | Torneo | Campeonas                                                                  | Finalistas                                      | Semifinalistas                        | Cuartos de final                                                 |
| ------------- | --- | -------------------------------------------------------------------------- | ----------------------------------------------- | ------------------------------------- | ---------------------------------------------------------------- |
| 6 de febrero  | Fed Cup by BNP Paribas - Cuartos de Final Ostrava, Rep. Checa – Dura (i) Maui, Estados Unidos – Dura Minsk, Bielorrusia – Dura (i) Ginebra, Suiza – Dura (i) | Ganadoras República Checa 3-2 Estados Unidos 4-0 Bielorrusia 4-1 Suiza 4-1 | Perdedoras España Alemania Países Bajos Francia |                                       |                                                                  |
| 13 de febrero | Catar Total Open Doha, Catar WTA Premier $776,000 – Dura – 28S/32Q/16D Cuadro Individual – Cuadro de Dobles                                                  | Karolína Plíšková 6-3, 6-4                                                 | Caroline Wozniacki                              | Mónica Puig Dominika Cibulková        | Daria Kasátkina Lauren Davis Samantha Stosur Shuai Zhang         |
| 13 de febrero | Catar Total Open Doha, Catar WTA Premier $776,000 – Dura – 28S/32Q/16D Cuadro Individual – Cuadro de Dobles                                                  | Abigail Spears Katarina Srebotnik 6-3, 7-6(7)                              | Olga Savchuk Yaroslava Shvédova                 | Mónica Puig Dominika Cibulková        | Daria Kasátkina Lauren Davis Samantha Stosur Shuai Zhang         |
| 20 de febrero | Dubai Duty Free Tennis Championships Dubái, Emiratos Árabes Unidos WTA Premier 5 $2,666,000 – Dura – 56S/32Q/28D Cuadro Individual – Cuadro de Dobles        | Elina Svitolina 6-4, 6-2                                                   | Caroline Wozniacki                              | Angelique Kerber Anastasija Sevastova | Ana Konjuh Lauren Davis Catherine Bellis Qiang Wang              |
| 20 de febrero | Dubai Duty Free Tennis Championships Dubái, Emiratos Árabes Unidos WTA Premier 5 $2,666,000 – Dura – 56S/32Q/28D Cuadro Individual – Cuadro de Dobles        | Yekaterina Makarova Yelena Vesnina 6-2, 4-6, [10-7]                        | Andrea Hlaváčková Shuai Peng                    | Angelique Kerber Anastasija Sevastova | Ana Konjuh Lauren Davis Catherine Bellis Qiang Wang              |
| 20 de febrero | Hungarian Ladies Open Budapest, Hungría WTA International $250,000 – Dura (i) – 32S/24Q/16D Cuadro Individual – Cuadro de Dobles                             | Tímea Babos 6-7(4), 6-4, 6-3                                               | Lucie Šafářová                                  | Julia Goerges Carina Witthöft         | Océane Dodin Yanina Wickmayer Annika Beck Aliaksandra Sasnovich  |
| 20 de febrero | Hungarian Ladies Open Budapest, Hungría WTA International $250,000 – Dura (i) – 32S/24Q/16D Cuadro Individual – Cuadro de Dobles                             | Su-Wei Hsieh Oksana Kalashnikova 6-3, 4-6, [10-4]                          | Arina Rodionova Galina Voskoboeva               | Julia Goerges Carina Witthöft         | Océane Dodin Yanina Wickmayer Annika Beck Aliaksandra Sasnovich  |
| 27 de febrero | Abierto Mexicano Telcel Acapulco, México WTA International $250,000 – Dura – 32S/24Q/16D Cuadro Individual – Cuadro de Dobles                                | Lesia Tsurenko 6-1, 7-5                                                    | Kristina Mladenovic                             | Mirjana Lučić-Baroni Christina McHale | Pauline Parmentier Jeļena Ostapenko Mónica Puig Kirsten Flipkens |
| 27 de febrero | Abierto Mexicano Telcel Acapulco, México WTA International $250,000 – Dura – 32S/24Q/16D Cuadro Individual – Cuadro de Dobles                                | Darija Jurak Anastasia Rodionova 6-3, 6-2                                  | Verónica Cepede Royg Mariana Duque              | Mirjana Lučić-Baroni Christina McHale | Pauline Parmentier Jeļena Ostapenko Mónica Puig Kirsten Flipkens |
| 27 de febrero | Alya WTA Malaysian Open Kuala Lumpur, Malasia WTA International $250,000 – Dura – 32S/24Q/16D Cuadro Individual – Cuadro de Dobles                           | Ashleigh Barty 6-3, 6-2                                                    | Nao Hibino                                      | Magda Linette Han Xinyun              | Lesley Kerkhove Duan Yingying Qiang Wang Zhang Kailin            |
| 27 de febrero | Alya WTA Malaysian Open Kuala Lumpur, Malasia WTA International $250,000 – Dura – 32S/24Q/16D Cuadro Individual – Cuadro de Dobles                           | Ashleigh Barty Casey Dellacqua 7-6(5), 6-3                                 | Nicole Melichar Makoto Ninomiya                 | Magda Linette Han Xinyun              | Lesley Kerkhove Duan Yingying Qiang Wang Zhang Kailin            |

### Marzo
| Semana                  | Torneo | Campeonas                                | Finalistas                        | Semifinalistas                        | Cuartos de final                                                             |
| ----------------------- | --- | ---------------------------------------- | --------------------------------- | ------------------------------------- | ---------------------------------------------------------------------------- |
| 6 de marzo 13 de marzo  | BNP Paribas Open Indian Wells, Estados Unidos WTA Premier Mandatory $7,669,423 – Dura – 96S/48Q/32D Cuadro Individual – Cuadro de Dobles      | Yelena Vesnina 6-7(6), 7-5, 6-4          | Svetlana Kuznetsova               | Karolína Plíšková Kristina Mladenovic | Garbiñe Muguruza Anastasiya Pavliuchenkova Caroline Wozniacki Venus Williams |
| 6 de marzo 13 de marzo  | BNP Paribas Open Indian Wells, Estados Unidos WTA Premier Mandatory $7,669,423 – Dura – 96S/48Q/32D Cuadro Individual – Cuadro de Dobles      | Yung-Jan Chan Martina Hingis 7-6(4), 6-2 | Lucie Hradecká Kateřina Siniaková | Karolína Plíšková Kristina Mladenovic | Garbiñe Muguruza Anastasiya Pavliuchenkova Caroline Wozniacki Venus Williams |
| 20 de marzo 27 de marzo | Miami Open presented by Itaú Miami, Estados Unidos WTA Premier Mandatory $7,669,423 – Dura – 96S/48Q/32D Cuadro Individual – Cuadro de Dobles | Johanna Konta 6-4, 6-3                   | Caroline Wozniacki                | Venus Williams Karolína Plíšková      | Angelique Kerber Simona Halep Lucie Šafářová Mirjana Lučić-Baroni            |
| 20 de marzo 27 de marzo | Miami Open presented by Itaú Miami, Estados Unidos WTA Premier Mandatory $7,669,423 – Dura – 96S/48Q/32D Cuadro Individual – Cuadro de Dobles | Gabriela Dabrowski Xu Yifan 6-4, 6-3     | Sania Mirza Barbora Strýcová      | Venus Williams Karolína Plíšková      | Angelique Kerber Simona Halep Lucie Šafářová Mirjana Lučić-Baroni            |

### Abril
| Semana      | Torneo | Campeonas                                             | Finalistas                         | Semifinalistas                         | Cuartos de final                                                         |
| ----------- | --- | ----------------------------------------------------- | ---------------------------------- | -------------------------------------- | ------------------------------------------------------------------------ |
| 3 de abril  | Volvo Car Open Charleston, Estados Unidos WTA Premier $776,000 – Tierra Batida (Verde) – 56S/32Q/16D Cuadro Individual – Cuadro de Dobles           | Daria Kasátkina 6-3, 6-1                              | Jeļena Ostapenko                   | Mirjana Lučić-Baroni Laura Siegemund   | Shelby Rogers Caroline Wozniacki Anastasija Sevastova Irina-Camelia Begu |
| 3 de abril  | Volvo Car Open Charleston, Estados Unidos WTA Premier $776,000 – Tierra Batida (Verde) – 56S/32Q/16D Cuadro Individual – Cuadro de Dobles           | Bethanie Mattek-Sands Lucie Šafářová 6-1, 4-6, [10-7] | Lucie Hradecká Kateřina Siniaková  | Mirjana Lučić-Baroni Laura Siegemund   | Shelby Rogers Caroline Wozniacki Anastasija Sevastova Irina-Camelia Begu |
| 3 de abril  | Abierto GNP Seguros Monterrey, México WTA International $250,000 – Dura – 32S/32Q/16D Cuadro Individual – Cuadro de Dobles                          | Anastasiya Pavliuchenkova 6-4, 2-6, 6-1               | Angelique Kerber                   | Carla Suárez Caroline Garcia           | Heather Watson Alizé Cornet Julia Boserup Tímea Babos                    |
| 3 de abril  | Abierto GNP Seguros Monterrey, México WTA International $250,000 – Dura – 32S/32Q/16D Cuadro Individual – Cuadro de Dobles                          | Nao Hibino Alicja Rosolska 6-2, 7-6(4)                | Dalila Jakupović Nadia Kichenok    | Carla Suárez Caroline Garcia           | Heather Watson Alizé Cornet Julia Boserup Tímea Babos                    |
| 10 de abril | Ladies Open Biel Bienne Biel, Suiza WTA International $250,000 – Dura (i) – 32S/32Q/16D Cuadro Individual – Cuadro de Dobles                        | Markéta Vondroušová 6-4, 7-6(6)                       | Anett Kontaveit                    | Barbora Strýcová Aliaksandra Sasnovich | Julia Goerges Kristýna Plíšková Elise Mertens Camila Giorgi              |
| 10 de abril | Ladies Open Biel Bienne Biel, Suiza WTA International $250,000 – Dura (i) – 32S/32Q/16D Cuadro Individual – Cuadro de Dobles                        | Su-Wei Hsieh Monica Niculescu 5-7, 6-3, [10-7]        | Timea Bacsinszky Martina Hingis    | Barbora Strýcová Aliaksandra Sasnovich | Julia Goerges Kristýna Plíšková Elise Mertens Camila Giorgi              |
| 10 de abril | Claro Open Colsanitas Bogotá, Colombia WTA International $250,000 – Tierra Batida (Roja) – 32S/24Q/16D Cuadro Individual – Cuadro de Dobles         | Francesca Schiavone 6-4, 7-5                          | Lara Arruabarrena                  | Johanna Larsson Sara Sorribes          | Kiki Bertens Sara Errani Aleksandra Krunić Magda Linette                 |
| 10 de abril | Claro Open Colsanitas Bogotá, Colombia WTA International $250,000 – Tierra Batida (Roja) – 32S/24Q/16D Cuadro Individual – Cuadro de Dobles         | Beatriz Haddad Maia Nadia Podoroska 6-3, 7-6(4)       | Verónica Cepede Royg Magda Linette | Johanna Larsson Sara Sorribes          | Kiki Bertens Sara Errani Aleksandra Krunić Magda Linette                 |
| 17 de abril | Fed Cup by BNP Paribas - Semifinales Tampa, Estados Unidos – Tierra batida Minsk, Bielorrusia – Dura (i)                                            | Ganadoras Estados Unidos 3-2 Bielorrusia 3-2          | Perdedoras República Checa Suiza   |                                        |                                                                          |
| 24 de abril | Porsche Tennis Grand Prix Stuttgart, Alemania WTA Premier €573,306 – Tierra Batida (Roja) (i) – 28S/32Q/16D Cuadro Individual – Cuadro de Dobles    | Laura Siegemund 6-1, 2-6, 7-6(5)                      | Kristina Mladenovic                | María Sharápova Simona Halep           | Carla Suárez Anett Kontaveit Anastasija Sevastova Karolína Plíšková      |
| 24 de abril | Porsche Tennis Grand Prix Stuttgart, Alemania WTA Premier €573,306 – Tierra Batida (Roja) (i) – 28S/32Q/16D Cuadro Individual – Cuadro de Dobles    | Raquel Atawo Jeļena Ostapenko 6-4, 6-4                | Abigail Spears Katarina Srebotnik  | María Sharápova Simona Halep           | Carla Suárez Anett Kontaveit Anastasija Sevastova Karolína Plíšková      |
| 24 de abril | TEB BNP Paribas Istanbul Cup Estambul, Turquía WTA International $250,000 – Tierra Batida (Roja) – 32S/24Q/16D Cuadro Individual – Cuadro de Dobles | Elina Svitolina 6-2, 6-4                              | Elise Mertens                      | Jana Čepelová Irina-Camelia Begu       | Sorana Cîrstea Dayana Yastremska Başak Eraydın Çağla Büyükakçay          |
| 24 de abril | TEB BNP Paribas Istanbul Cup Estambul, Turquía WTA International $250,000 – Tierra Batida (Roja) – 32S/24Q/16D Cuadro Individual – Cuadro de Dobles | Dalila Jakupović Nadia Kichenok 7-6(6), 6-2           | Nicole Melichar Elise Mertens      | Jana Čepelová Irina-Camelia Begu       | Sorana Cîrstea Dayana Yastremska Başak Eraydın Çağla Büyükakçay          |

### Mayo
| Semana                | Torneo | Campeonas                                          | Finalistas                         | Semifinalistas                           | Cuartos de final                                                       |
| --------------------- | --- | -------------------------------------------------- | ---------------------------------- | ---------------------------------------- | ---------------------------------------------------------------------- |
| 1 de mayo             | J&T Banka Prague Open Praga, República Checa WTA International $250,000 – Tierra Batida (Roja) – 32S/32Q/16D Cuadro Individual – Cuadro de Dobles      | Mona Barthel 2-6, 7-5, 6-2                         | Kristýna Plíšková                  | Barbora Strýcová Jeļena Ostapenko        | Camila Giorgi Kateřina Siniaková Beatriz Haddad Maia Ana Konjuh        |
| 1 de mayo             | J&T Banka Prague Open Praga, República Checa WTA International $250,000 – Tierra Batida (Roja) – 32S/32Q/16D Cuadro Individual – Cuadro de Dobles      | Anna-Lena Grönefeld Květa Peschke 6-4, 7-6(3)      | Lucie Hradecká Kateřina Siniaková  | Barbora Strýcová Jeļena Ostapenko        | Camila Giorgi Kateřina Siniaková Beatriz Haddad Maia Ana Konjuh        |
| 1 de mayo             | GP SAR La Princesse Lalla Meryem Rabat, Marruecos WTA International $250,000 – Tierra Batida (Roja) – 32S/32Q/16D Cuadro Individual – Cuadro de Dobles | Anastasiya Pavliuchenkova 7-5, 7-5                 | Francesca Schiavone                | Sara Errani Varvara Lepchenko            | Lauren Davis Daria Gavrilova Tatjana Maria Catherine Bellis            |
| 1 de mayo             | GP SAR La Princesse Lalla Meryem Rabat, Marruecos WTA International $250,000 – Tierra Batida (Roja) – 32S/32Q/16D Cuadro Individual – Cuadro de Dobles | Tímea Babos Andrea Hlaváčková 2-6, 6-3, [10-5]     | Nina Stojanović Maryna Zanevska    | Sara Errani Varvara Lepchenko            | Lauren Davis Daria Gavrilova Tatjana Maria Catherine Bellis            |
| 8 de mayo             | Mutua Madrid Open Madrid, España WTA Premier Mandatory €5,924,318 – Tierra Batida (Roja) – 64S/32Q/28D Cuadro Individual – Cuadro de Dobles            | Simona Halep 7-5, 6-7(5), 6-2                      | Kristina Mladenovic                | Svetlana Kuznetsova Anastasija Sevastova | Eugénie Bouchard Sorana Cîrstea Coco Vandeweghe Kiki Bertens           |
| 8 de mayo             | Mutua Madrid Open Madrid, España WTA Premier Mandatory €5,924,318 – Tierra Batida (Roja) – 64S/32Q/28D Cuadro Individual – Cuadro de Dobles            | Yung-Jan Chan Martina Hingis 6-4, 6-3              | Tímea Babos Andrea Hlaváčková      | Svetlana Kuznetsova Anastasija Sevastova | Eugénie Bouchard Sorana Cîrstea Coco Vandeweghe Kiki Bertens           |
| 15 de mayo            | Internazionali BNL d'Italia Roma, Italia WTA Premier 5 $3,076,495 – Tierra Batida (Roja) – 56S/32Q/28D Cuadro Individual – Cuadro de Dobles            | Elina Svitolina 4-6, 7-5, 6-1                      | Simona Halep                       | Kiki Bertens Garbiñe Muguruza            | Anett Kontaveit Daria Gavrilova Venus Williams Karolína Plíšková       |
| 15 de mayo            | Internazionali BNL d'Italia Roma, Italia WTA Premier 5 $3,076,495 – Tierra Batida (Roja) – 56S/32Q/28D Cuadro Individual – Cuadro de Dobles            | Yung-Jan Chan Martina Hingis 7-5, 7-6(4)           | Yekaterina Makarova Yelena Vesnina | Kiki Bertens Garbiñe Muguruza            | Anett Kontaveit Daria Gavrilova Venus Williams Karolína Plíšková       |
| 22 de mayo            | Internationaux de Strasbourg Estrasburgo, Francia WTA International $250,000 – Tierra Batida (Roja) – 32S/24Q/16D Cuadro Individual – Cuadro de Dobles | Samantha Stosur 5-7, 6-4, 6-3                      | Daria Gavrilova                    | Shuai Peng Caroline Garcia               | Shelby Rogers Carla Suárez Kristýna Plíšková Ashleigh Barty            |
| 22 de mayo            | Internationaux de Strasbourg Estrasburgo, Francia WTA International $250,000 – Tierra Batida (Roja) – 32S/24Q/16D Cuadro Individual – Cuadro de Dobles | Ashleigh Barty Casey Dellacqua 6-4, 6-2            | Hao-Ching Chan Yung-Jan Chan       | Shuai Peng Caroline Garcia               | Shelby Rogers Carla Suárez Kristýna Plíšková Ashleigh Barty            |
| 22 de mayo            | Nürnberger Versicherungscup Núremberg, Alemania WTA International $250,000 – Tierra Batida (Roja) – 32S/24Q/16D Cuadro Individual – Cuadro de Dobles   | Kiki Bertens 6-2, 6-1                              | Barbora Krejčíková                 | Misaki Doi Sorana Cîrstea                | Alison Riske Yaroslava Shvédova Carina Witthöft Yulia Putintseva       |
| 22 de mayo            | Nürnberger Versicherungscup Núremberg, Alemania WTA International $250,000 – Tierra Batida (Roja) – 32S/24Q/16D Cuadro Individual – Cuadro de Dobles   | Nicole Melichar Anna Smith 3-6, 6-3, [11-9]        | Kirsten Flipkens Johanna Larsson   | Misaki Doi Sorana Cîrstea                | Alison Riske Yaroslava Shvédova Carina Witthöft Yulia Putintseva       |
| 29 de mayo 5 de junio | Roland Garros París, Francia Grand Slam €16,566,000– Tierra Batida (Roja) 128S/96Q/64D/32X Cuadro Individual – Cuadro de Dobles – Dobles Mixtos        | Jeļena Ostapenko 4-6, 6-4, 6-3                     | Simona Halep                       | Timea Bacsinszky Karolína Plíšková       | Caroline Wozniacki Kristina Mladenovic Elina Svitolina Caroline Garcia |
| 29 de mayo 5 de junio | Roland Garros París, Francia Grand Slam €16,566,000– Tierra Batida (Roja) 128S/96Q/64D/32X Cuadro Individual – Cuadro de Dobles – Dobles Mixtos        | Bethanie Mattek-Sands Lucie Šafářová 6-2, 6-1      | Ashleigh Barty Casey Dellacqua     | Timea Bacsinszky Karolína Plíšková       | Caroline Wozniacki Kristina Mladenovic Elina Svitolina Caroline Garcia |
| 29 de mayo 5 de junio | Roland Garros París, Francia Grand Slam €16,566,000– Tierra Batida (Roja) 128S/96Q/64D/32X Cuadro Individual – Cuadro de Dobles – Dobles Mixtos        | Gabriela Dabrowski Rohan Bopanna 2-6, 6-2, [12-10] | Anna-Lena Grönefeld Robert Farah   | Timea Bacsinszky Karolína Plíšková       | Caroline Wozniacki Kristina Mladenovic Elina Svitolina Caroline Garcia |

### Junio
| Semana      | Torneo | Campeonas                                            | Finalistas                           | Semifinalistas                      | Cuartos de final                                                   |
| ----------- | --- | ---------------------------------------------------- | ------------------------------------ | ----------------------------------- | ------------------------------------------------------------------ |
| 12 de junio | Aegon Open Nottingham Nottingham, Gran Bretaña WTA International $250,000 – Césped – 32S/24Q/16D Cuadro Individual – Cuadro de Dobles    | Donna Vekić 2-6, 7-6(3), 7-5                         | Johanna Konta                        | Magdaléna Rybáriková Lucie Šafářová | Ashleigh Barty Kristie Ahn Tsvetana Pironkova Maria Sakkari        |
| 12 de junio | Aegon Open Nottingham Nottingham, Gran Bretaña WTA International $250,000 – Césped – 32S/24Q/16D Cuadro Individual – Cuadro de Dobles    | Monique Adamczak Storm Sanders 6-4, 4-6, [10-4]      | Jocelyn Rae Laura Robson             | Magdaléna Rybáriková Lucie Šafářová | Ashleigh Barty Kristie Ahn Tsvetana Pironkova Maria Sakkari        |
| 12 de junio | Ricoh Open 's-Hertogenbosch, Países Bajos WTA International $250,000 – Césped – 32S/24Q/16D Cuadro Individual – Cuadro de Dobles         | Anett Kontaveit 6-2, 6-3                             | Natalia Vikhlyantseva                | Ana Konjuh Lesia Tsurenko           | Evgeniya Rodina Arantxa Rus Carina Witthöft Kristina Mladenovic    |
| 12 de junio | Ricoh Open 's-Hertogenbosch, Países Bajos WTA International $250,000 – Césped – 32S/24Q/16D Cuadro Individual – Cuadro de Dobles         | Dominika Cibulková Kirsten Flipkens 4-6, 6-4, [10-6] | Kiki Bertens Demi Schuurs            | Ana Konjuh Lesia Tsurenko           | Evgeniya Rodina Arantxa Rus Carina Witthöft Kristina Mladenovic    |
| 19 de junio | Aegon Classic Birmingham Birmingham, Gran Bretaña WTA Premier $885,040 – Césped – 32S/32Q/16D Cuadro Individual – Cuadro de Dobles       | Petra Kvitová 4-6, 6-3, 6-2                          | Ashleigh Barty                       | Lucie Šafářová Garbiñe Muguruza     | Daria Gavrilova Kristina Mladenovic Coco Vandeweghe Camila Giorgi  |
| 19 de junio | Aegon Classic Birmingham Birmingham, Gran Bretaña WTA Premier $885,040 – Césped – 32S/32Q/16D Cuadro Individual – Cuadro de Dobles       | Ashleigh Barty Casey Dellacqua 6-1, 2-6, [10-8]      | Hao-Ching Chan Shuai Zhang           | Lucie Šafářová Garbiñe Muguruza     | Daria Gavrilova Kristina Mladenovic Coco Vandeweghe Camila Giorgi  |
| 19 de junio | Mallorca Open Palma de Mallorca, España WTA International $250,000 – Césped – 32S/24Q/16D Cuadro Individual – Cuadro de Dobles           | Anastasija Sevastova 6-4, 3-6, 6-3                   | Julia Goerges                        | Catherine Bellis Caroline Garcia    | Sabine Lisicki Kristýna Plíšková Roberta Vinci Ana Konjuh          |
| 19 de junio | Mallorca Open Palma de Mallorca, España WTA International $250,000 – Césped – 32S/24Q/16D Cuadro Individual – Cuadro de Dobles           | Yung-Jan Chan Martina Hingis w/o                     | Jelena Janković Anastasija Sevastova | Catherine Bellis Caroline Garcia    | Sabine Lisicki Kristýna Plíšková Roberta Vinci Ana Konjuh          |
| 26 de junio | Aegon International Eastbourne Eastbourne, Gran Bretaña WTA Premier $819,000 – Césped – 48S/24Q/16D Cuadro Individual – Cuadro de Dobles | Karolína Plíšková 6-4, 6-4                           | Caroline Wozniacki                   | Johanna Konta Heather Watson        | Angelique Kerber Svetlana Kuznetsova Barbora Strýcová Simona Halep |
| 26 de junio | Aegon International Eastbourne Eastbourne, Gran Bretaña WTA Premier $819,000 – Césped – 48S/24Q/16D Cuadro Individual – Cuadro de Dobles | Yung-Jan Chan Martina Hingis 6-3, 7-5                | Ashleigh Barty Casey Dellacqua       | Johanna Konta Heather Watson        | Angelique Kerber Svetlana Kuznetsova Barbora Strýcová Simona Halep |

### Julio
| Semana                 | Torneo | Campeonas                                        | Finalistas                        | Semifinalistas                     | Cuartos de final                                                           |
| ---------------------- | --- | ------------------------------------------------ | --------------------------------- | ---------------------------------- | -------------------------------------------------------------------------- |
| 3 de julio 10 de julio | The Championships, Wimbledon Londres, Gran Bretaña Grand Slam £14,814,000 – Césped 128S/96Q/64D/16Q/48X Cuadro Individual – Cuadro de Dobles – Dobles Mixtos    | Garbiñe Muguruza 7-5, 6-0                        | Venus Williams                    | Magdaléna Rybáriková Johanna Konta | Svetlana Kuznetsova Coco Vandeweghe Jeļena Ostapenko Simona Halep          |
| 3 de julio 10 de julio | The Championships, Wimbledon Londres, Gran Bretaña Grand Slam £14,814,000 – Césped 128S/96Q/64D/16Q/48X Cuadro Individual – Cuadro de Dobles – Dobles Mixtos    | Yekaterina Makarova Yelena Vesnina 6-0, 6-0      | Hao-Ching Chan Monica Niculescu   | Magdaléna Rybáriková Johanna Konta | Svetlana Kuznetsova Coco Vandeweghe Jeļena Ostapenko Simona Halep          |
| 3 de julio 10 de julio | The Championships, Wimbledon Londres, Gran Bretaña Grand Slam £14,814,000 – Césped 128S/96Q/64D/16Q/48X Cuadro Individual – Cuadro de Dobles – Dobles Mixtos    | Martina Hingis Jamie Murray 6-4, 6-4             | Heather Watson Henri Kontinen     | Magdaléna Rybáriková Johanna Konta | Svetlana Kuznetsova Coco Vandeweghe Jeļena Ostapenko Simona Halep          |
| 17 de julio            | BRD Bucharest Open Bucarest, Rumanía WTA International $250,000 – Tierra Batida (Roja) – 32S/32Q/16D Cuadro Individual – Cuadro de Dobles                       | Irina-Camelia Begu 6-3, 7-5                      | Julia Goerges                     | Ana Bogdan Carla Suárez            | Anastasija Sevastova Alexandra Dulgheru Pauline Parmentier Tatjana Maria   |
| 17 de julio            | BRD Bucharest Open Bucarest, Rumanía WTA International $250,000 – Tierra Batida (Roja) – 32S/32Q/16D Cuadro Individual – Cuadro de Dobles                       | Irina-Camelia Begu Ioana Raluca Olaru 6-3, 6-3   | Elise Mertens Demi Schuurs        | Ana Bogdan Carla Suárez            | Anastasija Sevastova Alexandra Dulgheru Pauline Parmentier Tatjana Maria   |
| 17 de julio            | Ladies Championship Gstaad by Ixion Services Gstaad, Suiza WTA International $250,000 – Tierra Batida (Roja) – 32S/24Q/16D Cuadro Individual – Cuadro de Dobles | Kiki Bertens 6-2, 3-6, 6-1                       | Anett Kontaveit                   | Tereza Martincová Sara Sorribes    | Antonia Lottner Carina Witthöft Tamara Korpatsch Johanna Larsson           |
| 17 de julio            | Ladies Championship Gstaad by Ixion Services Gstaad, Suiza WTA International $250,000 – Tierra Batida (Roja) – 32S/24Q/16D Cuadro Individual – Cuadro de Dobles | Kiki Bertens Johanna Larsson 7-6(4), 4-6, [10-7] | Viktorija Golubic Nina Stojanović | Tereza Martincová Sara Sorribes    | Antonia Lottner Carina Witthöft Tamara Korpatsch Johanna Larsson           |
| 24 de julio            | Ericsson Open Bastad, Suecia WTA International $250,000 – Tierra Batida (Roja) – 32S/24Q/16D Cuadro Individual – Cuadro de Dobles                               | Kateřina Siniaková 6-3, 6-4                      | Caroline Wozniacki                | Elise Mertens Caroline Garcia      | Kateryna Kozlova Aleksandra Krunić Barbora Krejčíková Anastasija Sevastova |
| 24 de julio            | Ericsson Open Bastad, Suecia WTA International $250,000 – Tierra Batida (Roja) – 32S/24Q/16D Cuadro Individual – Cuadro de Dobles                               | Quirine Lemoine Arantxa Rus 3-6, 6-3, [10-8]     | María Irigoyen Barbora Krejčíková | Elise Mertens Caroline Garcia      | Kateryna Kozlova Aleksandra Krunić Barbora Krejčíková Anastasija Sevastova |
| 24 de julio            | Jiangxi Women's Tennis Open Nanchang, China WTA International $250,000 – Dura – 32S/24Q/16D Cuadro Individual – Cuadro de Dobles                                | Shuai Peng 6-3, 6-2                              | Nao Hibino                        | Yafan Wang Han Xinyun              | Su-Wei Hsieh Lu Jingjing Arina Rodionova Zhu Lin                           |
| 24 de julio            | Jiangxi Women's Tennis Open Nanchang, China WTA International $250,000 – Dura – 32S/24Q/16D Cuadro Individual – Cuadro de Dobles                                | Jiang Xinyu Tang Qianhui 6-3, 6-2                | Alla Kudryavtseva Arina Rodionova | Yafan Wang Han Xinyun              | Su-Wei Hsieh Lu Jingjing Arina Rodionova Zhu Lin                           |
| 31 de julio            | Bank of the West Classic Stanford, Estados Unidos WTA Premier $776,000 – Dura – 28S/16Q/16D Cuadro Individual – Cuadro de Dobles                                | Madison Keys 7-6(4), 6-4                         | Coco Vandeweghe                   | Garbiñe Muguruza Catherine Bellis  | Ana Konjuh Lesia Tsurenko Anastasiya Pavliuchenkova Petra Kvitová          |
| 31 de julio            | Bank of the West Classic Stanford, Estados Unidos WTA Premier $776,000 – Dura – 28S/16Q/16D Cuadro Individual – Cuadro de Dobles                                | Abigail Spears Coco Vandeweghe 6-2, 6-3          | Alizé Cornet Alicja Rosolska      | Garbiñe Muguruza Catherine Bellis  | Ana Konjuh Lesia Tsurenko Anastasiya Pavliuchenkova Petra Kvitová          |
| 31 de julio            | Citi Open Washington D. C., Estados Unidos WTA International $250,000 – Dura – 32S/16Q/16D Cuadro Individual – Cuadro de Dobles                                 | Yekaterina Makarova 3-6, 7-6(2), 6-0             | Julia Goerges                     | Océane Dodin Andrea Petković       | Simona Halep Sabine Lisicki Monica Niculescu Bianca Andreescu              |
| 31 de julio            | Citi Open Washington D. C., Estados Unidos WTA International $250,000 – Dura – 32S/16Q/16D Cuadro Individual – Cuadro de Dobles                                 | Shuko Aoyama Renata Voráčová 6-3, 6-2            | Eugénie Bouchard Sloane Stephens  | Océane Dodin Andrea Petković       | Simona Halep Sabine Lisicki Monica Niculescu Bianca Andreescu              |

### Agosto
| Semana                       | Torneo | Campeonas                                     | Finalistas                        | Semifinalistas                    | Semifinalistas                    | Cuartos de final                                                   |
| ---------------------------- | --- | --------------------------------------------- | --------------------------------- | --------------------------------- | --------------------------------- | ------------------------------------------------------------------ |
| 7 de agosto                  | Rogers Cup Toronto, Canadá WTA Premier 5 $2,735,139 – Dura – 56S/48Q/28D Cuadro Individual – Cuadro de Dobles                                              | Elina Svitolina 6-4, 6-0                      | Caroline Wozniacki                | Sloane Stephens Simona Halep      | Sloane Stephens Simona Halep      | Karolína Plíšková Lucie Šafářová Garbiñe Muguruza Caroline Garcia  |
| 7 de agosto                  | Rogers Cup Toronto, Canadá WTA Premier 5 $2,735,139 – Dura – 56S/48Q/28D Cuadro Individual – Cuadro de Dobles                                              | Yekaterina Makarova Yelena Vesnina 6-0, 6-4   | Anna-Lena Grönefeld Květa Peschke | Sloane Stephens Simona Halep      | Sloane Stephens Simona Halep      | Karolína Plíšková Lucie Šafářová Garbiñe Muguruza Caroline Garcia  |
| 14 de agosto                 | Western & Southern Open Cincinnati, Estados Unidos WTA Premier 5 $2,836,904 – Dura – 56S/48Q/28D Cuadro Individual – Cuadro de Dobles                      | Garbiñe Muguruza 6-1, 6-0                     | Simona Halep                      | Karolína Plíšková Sloane Stephens | Karolína Plíšková Sloane Stephens | Caroline Wozniacki Svetlana Kuznetsova Julia Goerges Johanna Konta |
| 14 de agosto                 | Western & Southern Open Cincinnati, Estados Unidos WTA Premier 5 $2,836,904 – Dura – 56S/48Q/28D Cuadro Individual – Cuadro de Dobles                      | Yung-Jan Chan Martina Hingis 4-6, 6-4, [10-7] | Su-Wei Hsieh Monica Niculescu     | Karolína Plíšková Sloane Stephens | Karolína Plíšková Sloane Stephens | Caroline Wozniacki Svetlana Kuznetsova Julia Goerges Johanna Konta |
| 21 de agosto                 | Connecticut Open presented by United Technologies New Haven, Estados Unidos WTA Premier $776,000 – Dura – 30S/48Q/16D Cuadro Individual – Cuadro de Dobles | Daria Gavrilova 4-6, 6-3, 6-4                 | Dominika Cibulková                | Agnieszka Radwańska Elise Mertens | Agnieszka Radwańska Elise Mertens | Shuai Peng Kirsten Flipkens Shuai Zhang Anastasiya Pavliuchenkova  |
| 21 de agosto                 | Connecticut Open presented by United Technologies New Haven, Estados Unidos WTA Premier $776,000 – Dura – 30S/48Q/16D Cuadro Individual – Cuadro de Dobles | Gabriela Dabrowski Xu Yifan 3-6, 6-3, [10-8]  | Ashleigh Barty Casey Dellacqua    | Agnieszka Radwańska Elise Mertens | Agnieszka Radwańska Elise Mertens | Shuai Peng Kirsten Flipkens Shuai Zhang Anastasiya Pavliuchenkova  |
| 28 de agosto 4 de septiembre | U.S. Open Nueva York, Estados Unidos Grand Slam $24,193,400 – Dura 128S/128Q/64D/32X Cuadro Individual – Cuadro de Dobles – Dobles Mixtos                  | Sloane Stephens 6-3, 6-0                      | Madison Keys                      | Coco Vandeweghe Venus Williams    | Coco Vandeweghe Venus Williams    | Karolína Plíšková Kaia Kanepi Petra Kvitová Anastasija Sevastova   |
| 28 de agosto 4 de septiembre | U.S. Open Nueva York, Estados Unidos Grand Slam $24,193,400 – Dura 128S/128Q/64D/32X Cuadro Individual – Cuadro de Dobles – Dobles Mixtos                  | Yung-Jan Chan Martina Hingis 6-3, 6-2         | Lucie Hradecká Kateřina Siniaková | Coco Vandeweghe Venus Williams    | Coco Vandeweghe Venus Williams    | Karolína Plíšková Kaia Kanepi Petra Kvitová Anastasija Sevastova   |
| 28 de agosto 4 de septiembre | U.S. Open Nueva York, Estados Unidos Grand Slam $24,193,400 – Dura 128S/128Q/64D/32X Cuadro Individual – Cuadro de Dobles – Dobles Mixtos                  | Martina Hingis Jamie Murray 6-1, 4-6, [10-8]  | Hao-Ching Chan Michael Venus      | Coco Vandeweghe Venus Williams    | Coco Vandeweghe Venus Williams    | Karolína Plíšková Kaia Kanepi Petra Kvitová Anastasija Sevastova   |

### Septiembre
| Semana           | Torneo | Campeonas                                        | Finalistas                         | Semifinalistas                    | Cuartos de final                                                      |
| ---------------- | --- | ------------------------------------------------ | ---------------------------------- | --------------------------------- | --------------------------------------------------------------------- |
| 11 de septiembre | Coupe Banque Nationale Quebec, Canadá WTA International $226,750 – Dura (i) – 32S/24Q/16D Cuadro Individual – Cuadro de Dobles                    | Alison Van Uytvanck 5-7, 6-4, 6-1                | Tímea Babos                        | Lucie Šafářová Tatjana Maria      | Lucie Hradecká Françoise Abanda Sachia Vickery Caroline Dolehide      |
| 11 de septiembre | Coupe Banque Nationale Quebec, Canadá WTA International $226,750 – Dura (i) – 32S/24Q/16D Cuadro Individual – Cuadro de Dobles                    | Tímea Babos Andrea Hlaváčková 6-3, 6-1           | Bianca Andreescu Carson Branstine  | Lucie Šafářová Tatjana Maria      | Lucie Hradecká Françoise Abanda Sachia Vickery Caroline Dolehide      |
| 11 de septiembre | Japan Women's Open Tennis Tokio, Japón WTA International $226,750 – Dura – 32S/32Q/16D Cuadro Individual – Cuadro de Dobles                       | Zarina Diyas 6-2, 7-5                            | Miyu Kato                          | Jana Fett Christina McHale        | Qiang Wang Aleksandra Krunić Elise Mertens Yulia Putintseva           |
| 11 de septiembre | Japan Women's Open Tennis Tokio, Japón WTA International $226,750 – Dura – 32S/32Q/16D Cuadro Individual – Cuadro de Dobles                       | Shuko Aoyama Yang Zhaoxuan 6-0, 2-6, [10-5]      | Monique Adamczak Storm Sanders     | Jana Fett Christina McHale        | Qiang Wang Aleksandra Krunić Elise Mertens Yulia Putintseva           |
| 18 de septiembre | Toray Pan Pacific Open Tokio, Japón WTA Premier $1,000,000 – Dura – 28S/32Q/16D Cuadro Individual – Cuadro de Dobles                              | Caroline Wozniacki 6-0, 7-5                      | Anastasiya Pavliuchenkova          | Garbiñe Muguruza Angelique Kerber | Caroline Garcia Dominika Cibulková Barbora Strýcová Karolína Plíšková |
| 18 de septiembre | Toray Pan Pacific Open Tokio, Japón WTA Premier $1,000,000 – Dura – 28S/32Q/16D Cuadro Individual – Cuadro de Dobles                              | Andreja Klepač María José Martínez 6-3, 6-2      | Daria Gavrilova Daria Kasátkina    | Garbiñe Muguruza Angelique Kerber | Caroline Garcia Dominika Cibulková Barbora Strýcová Karolína Plíšková |
| 18 de septiembre | KEB Hana Bank Incheon Airport Korea Open Seúl, Corea del Sur WTA International $226,750 – Dura – 32S/32Q/16D Cuadro Individual – Cuadro de Dobles | Jeļena Ostapenko 6-7(5), 6-1, 6-4                | Beatriz Haddad Maia                | Luksika Kumkhum Richèl Hogenkamp  | Verónica Cepede Royg Sorana Cîrstea Sara Sorribes Priscilla Hon       |
| 18 de septiembre | KEB Hana Bank Incheon Airport Korea Open Seúl, Corea del Sur WTA International $226,750 – Dura – 32S/32Q/16D Cuadro Individual – Cuadro de Dobles | Kiki Bertens Johanna Larsson 6-4, 6-1            | Luksika Kumkhum Peangtarn Plipuech | Luksika Kumkhum Richèl Hogenkamp  | Verónica Cepede Royg Sorana Cîrstea Sara Sorribes Priscilla Hon       |
| 18 de septiembre | Guangzhou International Women's Open Guangzhou, China WTA International $226,750 – Dura – 32S/24Q/16D Cuadro Individual – Cuadro de Dobles        | Shuai Zhang 6-2, 3-6, 6-2                        | Aleksandra Krunić                  | Yanina Wickmayer Evgeniya Rodina  | Alizé Cornet Rebecca Peterson Lizette Cabrera Kateryna Kozlova        |
| 18 de septiembre | Guangzhou International Women's Open Guangzhou, China WTA International $226,750 – Dura – 32S/24Q/16D Cuadro Individual – Cuadro de Dobles        | Elise Mertens Demi Schuurs 6-2, 6-3              | Monique Adamczak Storm Sanders     | Yanina Wickmayer Evgeniya Rodina  | Alizé Cornet Rebecca Peterson Lizette Cabrera Kateryna Kozlova        |
| 25 de septiembre | Dongfeng Motor Wuhan Open Wuhan, China WTA Premier 5 $2,666,000 – Dura – 56S/32Q/28D Cuadro Individual – Cuadro de Dobles                         | Caroline Garcia 6-7(3), 7-6(4), 6-2              | Ashleigh Barty                     | Jeļena Ostapenko Maria Sakkari    | Garbiñe Muguruza Karolína Plíšková Alizé Cornet Yekaterina Makarova   |
| 25 de septiembre | Dongfeng Motor Wuhan Open Wuhan, China WTA Premier 5 $2,666,000 – Dura – 56S/32Q/28D Cuadro Individual – Cuadro de Dobles                         | Yung-Jan Chan Martina Hingis 7-6(5), 3-6, [10-4] | Shuko Aoyama Yang Zhaoxuan         | Jeļena Ostapenko Maria Sakkari    | Garbiñe Muguruza Karolína Plíšková Alizé Cornet Yekaterina Makarova   |
| 25 de septiembre | Tashkent Open Taskent, Uzbekistán WTA International $226,750 – Dura – 32S/16Q/16D Cuadro Individual – Cuadro de Dobles                            | Kateryna Bondarenko 6-4, 6-4                     | Tímea Babos                        | Vera Zvonareva Aryna Sabalenka    | Kurumi Nara Aleksandra Krunić Kateryna Kozlova Stefanie Vögele        |
| 25 de septiembre | Tashkent Open Taskent, Uzbekistán WTA International $226,750 – Dura – 32S/16Q/16D Cuadro Individual – Cuadro de Dobles                            | Tímea Babos Andrea Hlaváčková 7-5, 6-4           | Nao Hibino Oksana Kalashnikova     | Vera Zvonareva Aryna Sabalenka    | Kurumi Nara Aleksandra Krunić Kateryna Kozlova Stefanie Vögele        |

### Octubre
| Semana        | Torneo | Campeonas                                            | Finalistas                        | Semifinalistas                           | Cuartos de final                                                                                   |
| ------------- | --- | ---------------------------------------------------- | --------------------------------- | ---------------------------------------- | -------------------------------------------------------------------------------------------------- |
| 2 de octubre  | China Open Pekín, China WTA Premier Mandatory $7,027,063 – Dura – 60S/32Q/28D Cuadro Individual – Cuadro de Dobles                                    | Caroline Garcia 6-4, 7-6(3)                          | Simona Halep                      | Petra Kvitová Jeļena Ostapenko           | Barbora Strýcová Elina Svitolina Sorana Cîrstea Daria Kasátkina                                    |
| 2 de octubre  | China Open Pekín, China WTA Premier Mandatory $7,027,063 – Dura – 60S/32Q/28D Cuadro Individual – Cuadro de Dobles                                    | Yung-Jan Chan Martina Hingis 6-1, 6-4                | Tímea Babos Andrea Hlaváčková     | Petra Kvitová Jeļena Ostapenko           | Barbora Strýcová Elina Svitolina Sorana Cîrstea Daria Kasátkina                                    |
| 9 de octubre  | Tianjin Open Tianjin, China WTA International $426,750 – Dura – 32S/24Q/16D Cuadro Individual – Cuadro de Dobles                                      | María Sharápova 7-5, 7-6(8)                          | Aryna Sabalenka                   | Shuai Peng Sara Errani                   | Stefanie Vögele Sara Sorribes Christina McHale Zhu Lin                                             |
| 9 de octubre  | Tianjin Open Tianjin, China WTA International $426,750 – Dura – 32S/24Q/16D Cuadro Individual – Cuadro de Dobles                                      | Irina-Camelia Begu Sara Errani 6-4, 6-3              | Dalila Jakupović Nina Stojanović  | Shuai Peng Sara Errani                   | Stefanie Vögele Sara Sorribes Christina McHale Zhu Lin                                             |
| 9 de octubre  | Prudential Hong Kong Tennis Open Hong Kong, China WTA International $226,750 – Dura – 32S/24Q/16D Cuadro Individual – Cuadro de Dobles                | Anastasiya Pavliuchenkova 5-7, 6-3, 7-6(3)           | Daria Gavrilova                   | Jennifer Brady Qiang Wang                | Nicole Gibbs Lizette Cabrera Samantha Stosur Naomi Osaka                                           |
| 9 de octubre  | Prudential Hong Kong Tennis Open Hong Kong, China WTA International $226,750 – Dura – 32S/24Q/16D Cuadro Individual – Cuadro de Dobles                | Hao-Ching Chan Yung-Jan Chan 6-1, 6-1                | Lu Jiajing Qiang Wang             | Jennifer Brady Qiang Wang                | Nicole Gibbs Lizette Cabrera Samantha Stosur Naomi Osaka                                           |
| 9 de octubre  | Upper Austria Ladies Linz Linz, Austria WTA International $226,750 – Dura (i) – 32S/32Q/16D Cuadro Individual – Cuadro de Dobles                      | Barbora Strýcová 6-4, 6-1                            | Magdaléna Rybáriková              | Viktorija Golubic Mihaela Buzărnescu     | Sorana Cîrstea Johanna Larsson Belinda Bencic Tatjana Maria                                        |
| 9 de octubre  | Upper Austria Ladies Linz Linz, Austria WTA International $226,750 – Dura (i) – 32S/32Q/16D Cuadro Individual – Cuadro de Dobles                      | Kiki Bertens Johanna Larsson 3-6, 6-3, [10-4]        | Natela Dzalamidze Xenia Knoll     | Viktorija Golubic Mihaela Buzărnescu     | Sorana Cîrstea Johanna Larsson Belinda Bencic Tatjana Maria                                        |
| 16 de octubre | VTB Kremlin Cup Moscú, Rusia WTA Premier $790,208 – Dura (i) – 28S/32Q/16D Cuadro Individual – Cuadro de Dobles                                       | Julia Goerges 6-1, 6-2                               | Daria Kasátkina                   | Irina-Camelia Begu Natalia Vikhlyantseva | Aliaksandra Sasnovich Vera Lapko Alizé Cornet Lesia Tsurenko                                       |
| 16 de octubre | VTB Kremlin Cup Moscú, Rusia WTA Premier $790,208 – Dura (i) – 28S/32Q/16D Cuadro Individual – Cuadro de Dobles                                       | Tímea Babos Andrea Hlaváčková 6-2, 3-6, [10-3]       | Nicole Melichar Anna Smith        | Irina-Camelia Begu Natalia Vikhlyantseva | Aliaksandra Sasnovich Vera Lapko Alizé Cornet Lesia Tsurenko                                       |
| 16 de octubre | BGL BNP Paribas Luxembourg Open Luxemburgo, Luxemburgo WTA International $226,750 – Dura (i) – 32S/32Q/16D Cuadro Individual – Cuadro de Dobles       | Carina Witthöft 6-3, 7-5                             | Mónica Puig                       | Elise Mertens Pauline Parmentier         | Naomi Broady Heather Watson Johanna Larsson Kiki Bertens                                           |
| 16 de octubre | BGL BNP Paribas Luxembourg Open Luxemburgo, Luxemburgo WTA International $226,750 – Dura (i) – 32S/32Q/16D Cuadro Individual – Cuadro de Dobles       | Lesley Kerkhove Lidziya Marozava 6-7(4), 6-4, [10-6] | Eugénie Bouchard Kirsten Flipkens | Elise Mertens Pauline Parmentier         | Naomi Broady Heather Watson Johanna Larsson Kiki Bertens                                           |
| 23 de octubre | BNP Paribas WTA Finals Singapore Singapur, Singapur Campeonato de Fin de Año $7,000,000 – Dura (i) – 8S (RR)/8D Cuadro Individual – Cuadro de Dobles  | Caroline Wozniacki 6-4, 6-4                          | Venus Williams                    | Caroline Garcia Karolína Plíšková        | Round Robin Grupo Rojo Elina Svitolina Simona Halep Grupo Blanco Garbiñe Muguruza Jeļena Ostapenko |
| 23 de octubre | BNP Paribas WTA Finals Singapore Singapur, Singapur Campeonato de Fin de Año $7,000,000 – Dura (i) – 8S (RR)/8D Cuadro Individual – Cuadro de Dobles  | Tímea Babos Andrea Hlaváčková 4-6, 6-4, [10-5]       | Kiki Bertens Johanna Larsson      | Caroline Garcia Karolína Plíšková        | Round Robin Grupo Rojo Elina Svitolina Simona Halep Grupo Blanco Garbiñe Muguruza Jeļena Ostapenko |
| 30 de octubre | Hengqin Life WTA Elite Trophy Zhuhai Zhuhai, China Campeonato de Fin de Año $2,280,935– Dura (i) – 12S (RR)/6D (RR) Cuadro Individual – Cuadro Dobles | Julia Goerges 7-5, 6-1                               | Coco Vandeweghe                   | Ashleigh Barty Anastasija Sevastova      | |
| 30 de octubre | Hengqin Life WTA Elite Trophy Zhuhai Zhuhai, China Campeonato de Fin de Año $2,280,935– Dura (i) – 12S (RR)/6D (RR) Cuadro Individual – Cuadro Dobles | Duan Yingying Han Xinyun 6-2, 6-1                    | Lu Jingjing Shuai Zhang           | Ashleigh Barty Anastasija Sevastova      | |

### Noviembre
| Semana         | Torneo                                                       | Campeonas          | Finalistas  | Semifinalistas | Cuartos de final |
| -------------- | ------------------------------------------------------------ | ------------------ | ----------- | -------------- | ---------------- |
| 6 de noviembre | Fed Cup by BNP Paribas - Final Minsk, Bielorrusia – Dura (i) | Estados Unidos 3-2 | Bielorrusia |                |                  |

## Resumen por títulos

### Individual

#### Por tenistas
| N.º | Tenista                   | TOTAL | Grand Slam * | Premier Mandatory | Premier 5 | Premier | International * |
| 1   | Elina Svitolina           | 5     |              |                   | 3         |         | 2               |
| 2   | Karolína Plíšková         | 3     |              |                   |           | 3       |                 |
| 2   | Anastasiya Pavliuchenkova | 3     |              |                   |           |         | 3               |
| 4   | Garbiñe Muguruza          | 2     | 1            |                   | 1         |         |                 |
| 4   | Jeļena Ostapenko          | 2     | 1            |                   |           |         | 1               |
| 4   | Caroline Wozniacki        | 2     | (+1)         |                   |           | 1       |                 |
| 4   | Caroline Garcia           | 2     |              | 1                 | 1         |         |                 |
| 4   | Johanna Konta             | 2     |              | 1                 |           | 1       |                 |
| 4   | Julia Goerges             | 2     |              |                   |           | 1       | (+1)            |
| 4   | Kiki Bertens              | 2     |              |                   |           |         | 2               |
| 4   | Kateřina Siniaková        | 2     |              |                   |           |         | 2               |
| 12  | Sloane Stephens           | 1     | 1            |                   |           |         |                 |
| 12  | Serena Williams           | 1     | 1            |                   |           |         |                 |
| 12  | Simona Halep              | 1     |              | 1                 |           |         |                 |
| 12  | Yelena Vesnina            | 1     |              | 1                 |           |         |                 |
| 12  | Daria Gavrilova           | 1     |              |                   |           | 1       |                 |
| 12  | Daria Kasátkina           | 1     |              |                   |           | 1       |                 |
| 12  | Madison Keys              | 1     |              |                   |           | 1       |                 |
| 12  | Petra Kvitová             | 1     |              |                   |           | 1       |                 |
| 12  | Kristina Mladenovic       | 1     |              |                   |           | 1       |                 |
| 12  | Laura Siegemund           | 1     |              |                   |           | 1       |                 |
| 12  | Tímea Babos               | 1     |              |                   |           |         | 1               |
| 12  | Mona Barthel              | 1     |              |                   |           |         | 1               |
| 12  | Ashleigh Barty            | 1     |              |                   |           |         | 1               |
| 12  | Irina-Camelia Begu        | 1     |              |                   |           |         | 1               |
| 12  | Kateryna Bondarenko       | 1     |              |                   |           |         | 1               |
| 12  | Lauren Davis              | 1     |              |                   |           |         | 1               |
| 12  | Zarina Diyas              | 1     |              |                   |           |         | 1               |
| 12  | Anett Kontaveit           | 1     |              |                   |           |         | 1               |
| 12  | Yekaterina Makarova       | 1     |              |                   |           |         | 1               |
| 12  | Elise Mertens             | 1     |              |                   |           |         | 1               |
| 12  | Shuai Peng                | 1     |              |                   |           |         | 1               |
| 12  | Francesca Schiavone       | 1     |              |                   |           |         | 1               |
| 12  | Anastasija Sevastova      | 1     |              |                   |           |         | 1               |
| 12  | María Sharápova           | 1     |              |                   |           |         | 1               |
| 12  | Samantha Stosur           | 1     |              |                   |           |         | 1               |
| 12  | Barbora Strýcová          | 1     |              |                   |           |         | 1               |
| 12  | Lesia Tsurenko            | 1     |              |                   |           |         | 1               |
| 12  | Alison Van Uytvanck       | 1     |              |                   |           |         | 1               |
| 12  | Donna Vekić               | 1     |              |                   |           |         | 1               |
| 12  | Markéta Vondroušová       | 1     |              |                   |           |         | 1               |
| 12  | Carina Witthöft           | 1     |              |                   |           |         | 1               |
| 12  | Shuai Zhang               | 1     |              |                   |           |         | 1               |

#### Por países
| N.º | País            | TOTAL | Grand Slam * | Premier Mandatory | Premier 5 | Premier | International * |
| 1   | República Checa | 8     |              |                   |           | 4       | 4               |
| 2   | Rusia           | 7     |              | 1                 |           | 1       | 5               |
| 2   | Ucrania         | 7     |              |                   | 4         |         | 3               |
| 4   | Alemania        | 5     |              |                   |           | 2       | 2(+1)           |
| 5   | Estados Unidos  | 4     | 2            |                   |           | 1       | 1               |
| 6   | Letonia         | 3     | 1            |                   |           |         | 2               |
| 6   | Francia         | 3     |              | 1                 | 1         | 1       |                 |
| 6   | Australia       | 3     |              |                   |           | 1       | 2               |
| 9   | España          | 2     | 1            |                   | 1         |         |                 |
| 9   | Dinamarca       | 2     | (+1)         |                   |           | 1       |                 |
| 9   | Reino Unido     | 2     |              | 1                 |           | 1       |                 |
| 9   | Rumania         | 2     |              | 1                 |           |         | 1               |
| 9   | Bélgica         | 2     |              |                   |           |         | 2               |
| 9   | China           | 2     |              |                   |           |         | 2               |
| 9   | Países Bajos    | 2     |              |                   |           |         | 2               |
| 16  | Croacia         | 1     |              |                   |           |         | 1               |
| 16  | Estonia         | 1     |              |                   |           |         | 1               |
| 16  | Hungría         | 1     |              |                   |           |         | 1               |
| 16  | Italia          | 1     |              |                   |           |         | 1               |
| 16  | Kazajistán      | 1     |              |                   |           |         | 1               |

### Dobles

#### Por tenistas
| N.º | Tenista                   | TOTAL | Grand Slam * | Premier Mandatory | Premier 5 | Premier | International * |
| 1   | Yung-Jan Chan             | 11    | 1            | 3                 | 3         | 1       | 3               |
| 2   | Martina Hingis            | 9     | 1            | 3                 | 3         | 1       | 1               |
| 3   | Tímea Babos               | 6     | (+1)         |                   |           | 2       | 3               |
| 3   | Andrea Hlaváčková         | 6     | (+1)         |                   |           | 1       | 4               |
| 5   | Bethanie Mattek-Sands     | 4     | 2            |                   |           | 2       |                 |
| 5   | Kiki Bertens              | 4     |              |                   |           |         | 4               |
| 5   | Johanna Larsson           | 4     |              |                   |           |         | 4               |
| 8   | Lucie Šafářová            | 3     | 2            |                   |           | 1       |                 |
| 8   | Yekaterina Makarova       | 3     | 1            |                   | 2         |         |                 |
| 8   | Yelena Vesnina            | 3     | 1            |                   | 2         |         |                 |
| 8   | Ashleigh Barty            | 3     |              |                   |           | 1       | 2               |
| 8   | Casey Dellacqua           | 3     |              |                   |           | 1       | 2               |
| 13  | Gabriela Dabrowski        | 2     |              | 1                 |           | 1       |                 |
| 13  | Yifan Xu                  | 2     |              | 1                 |           | 1       |                 |
| 13  | Jeļena Ostapenko          | 2     |              |                   |           | 2       |                 |
| 13  | Abigail Spears            | 2     |              |                   |           | 2       |                 |
| 13  | Alicja Rosolska           | 2     |              |                   |           | 1       | 1               |
| 13  | Shuko Aoyama              | 2     |              |                   |           |         | 2               |
| 13  | Irina-Camelia Begu        | 2     |              |                   |           |         | 2               |
| 13  | Hao-Ching Chan            | 2     |              |                   |           |         | 2               |
| 13  | Su-Wei Hsieh              | 2     |              |                   |           |         | 2               |
| 13  | Ioana Raluca Olaru        | 2     |              |                   |           |         | 2               |
| 23  | Raquel Atawo              | 1     |              |                   |           | 1       |                 |
| 23  | Andreja Klepač            | 1     |              |                   |           | 1       |                 |
| 23  | María José Martínez       | 1     |              |                   |           | 1       |                 |
| 23  | Sania Mirza               | 1     |              |                   |           | 1       |                 |
| 23  | Anastasiya Pavliuchenkova | 1     |              |                   |           | 1       |                 |
| 23  | Katarina Srebotnik        | 1     |              |                   |           | 1       |                 |
| 23  | Coco Vandeweghe           | 1     |              |                   |           | 1       |                 |
| 23  | Yingying Duan             | 1     |              |                   |           |         | (+1)            |
| 23  | Xinyun Han                | 1     |              |                   |           |         | (+1)            |
| 23  | Monique Adamczak          | 1     |              |                   |           |         | 1               |
| 23  | Dominika Cibulková        | 1     |              |                   |           |         | 1               |
| 23  | Sara Errani               | 1     |              |                   |           |         | 1               |
| 23  | Kirsten Flipkens          | 1     |              |                   |           |         | 1               |
| 23  | Anna-Lena Grönefeld       | 1     |              |                   |           |         | 1               |
| 23  | Beatriz Haddad Maia       | 1     |              |                   |           |         | 1               |
| 23  | Nao Hibino                | 1     |              |                   |           |         | 1               |
| 23  | Dalila Jakupović          | 1     |              |                   |           |         | 1               |
| 23  | Xinyu Jiang               | 1     |              |                   |           |         | 1               |
| 23  | Darija Jurak              | 1     |              |                   |           |         | 1               |
| 23  | Oksana Kalashnikova       | 1     |              |                   |           |         | 1               |
| 23  | Lesley Kerkhove           | 1     |              |                   |           |         | 1               |
| 23  | Nadia Kichenok            | 1     |              |                   |           |         | 1               |
| 23  | Quirine Lemoine           | 1     |              |                   |           |         | 1               |
| 23  | Lidziya Marozava          | 1     |              |                   |           |         | 1               |
| 23  | Nicole Melichar           | 1     |              |                   |           |         | 1               |
| 23  | Elise Mertens             | 1     |              |                   |           |         | 1               |
| 23  | Monica Niculescu          | 1     |              |                   |           |         | 1               |
| 23  | Shuai Peng                | 1     |              |                   |           |         | 1               |
| 23  | Květa Peschke             | 1     |              |                   |           |         | 1               |
| 23  | Nadia Podoroska           | 1     |              |                   |           |         | 1               |
| 23  | Anastasia Rodionova       | 1     |              |                   |           |         | 1               |
| 23  | Arantxa Rus               | 1     |              |                   |           |         | 1               |
| 23  | Storm Sanders             | 1     |              |                   |           |         | 1               |
| 23  | Olga Savchuk              | 1     |              |                   |           |         | 1               |
| 23  | Demi Schuurs              | 1     |              |                   |           |         | 1               |
| 23  | Anna Smith                | 1     |              |                   |           |         | 1               |
| 23  | Qianhui Tang              | 1     |              |                   |           |         | 1               |
| 23  | Renata Voráčová           | 1     |              |                   |           |         | 1               |
| 23  | Zhaoxuan Yang             | 1     |              |                   |           |         | 1               |

#### Por países
| N.º | País            | TOTAL | Grand Slam * | Premier Mandatory | Premier 5 | Premier | International * |
| 1   | China Taipéi    | 15    | 1            | 3                 | 3         | 1       | 7               |
| 2   | República Checa | 11    | 2(+1)        |                   |           | 2       | 6               |
| 3   | Estados Unidos  | 9     | 2            |                   |           | 6       | 1               |
| 3   | Suiza           | 9     | 1            | 3                 | 3         | 1       | 1               |
| 3   | Australia       | 9     |              |                   |           | 2       | 7               |
| 6   | China           | 8     |              | 1                 |           | 1       | 4(+2)           |
| 6   | Países Bajos    | 8     |              |                   |           |         | 8               |
| 8   | Rusia           | 7     | 2            |                   | 4         | 1       |                 |
| 9   | Hungría         | 6     | (+1)         |                   |           | 2       | 3               |
| 10  | Rumania         | 5     |              |                   |           |         | 5               |
| 11  | Suecia          | 4     |              |                   |           |         | 4               |
| 12  | Eslovenia       | 3     |              |                   |           | 2       | 1               |
| 12  | Japón           | 3     |              |                   |           |         | 3               |
| 14  | Canadá          | 2     |              | 1                 |           | 1       |                 |
| 14  | Letonia         | 2     |              |                   |           | 2       |                 |
| 14  | Polonia         | 2     |              |                   |           | 1       | 1               |
| 14  | Bélgica         | 2     |              |                   |           |         | 2               |
| 14  | Ucrania         | 2     |              |                   |           |         | 2               |
| 19  | España          | 1     |              |                   |           | 1       |                 |
| 19  | India           | 1     |              |                   |           | 1       |                 |
| 19  | Alemania        | 1     |              |                   |           |         | 1               |
| 19  | Argentina       | 1     |              |                   |           |         | 1               |
| 19  | Bielorrusia     | 1     |              |                   |           |         | 1               |
| 19  | Brasil          | 1     |              |                   |           |         | 1               |
| 19  | Croacia         | 1     |              |                   |           |         | 1               |
| 19  | Eslovaquia      | 1     |              |                   |           |         | 1               |
| 19  | Georgia         | 1     |              |                   |           |         | 1               |
| 19  | Italia          | 1     |              |                   |           |         | 1               |
| 19  | Reino Unido     | 1     |              |                   |           |         | 1               |

(*) Dentro de la columna de Grand Slam, se incluye el torneo de la WTA Tour Championships, con un (+1) y en la columna de International se incluye el WTA Elite Trophy, con un (+1).

### Dobles mixtos

#### Por tenistas
| Nº | Tenista              | TOTAL | Grand Slam |
| 1  | Martina Hingis       | 2     | 2          |
| 1  | Jamie Murray         | 2     | 2          |
| 3  | Rohan Bopanna        | 1     | 1          |
| 3  | Juan Sebastián Cabal | 1     | 1          |
| 3  | Gabriela Dabrowski   | 1     | 1          |
| 3  | Abigail Spears       | 1     | 1          |

#### Por países
| Nº | País           | TOTAL | Grand Slam |
| 1  | Reino Unido    | 2     | 2          |
| 1  | Suiza          | 2     | 2          |
| 3  | Canadá         | 1     | 1          |
| 3  | Colombia       | 1     | 1          |
| 3  | Estados Unidos | 1     | 1          |
| 3  | India          | 1     | 1          |

### Detalles de los títulos
Las siguientes jugadoras ganaron su primer título del circuito en individuales, dobles o dobles mixtos:
Individuales
- Lauren Davis  – Auckland (Cuadro)
- Kateřina Siniaková  – Shenzhen (Cuadro)
- Elise Mertens  – Hobart (Cuadro)
- Kristina Mladenovic  – San Petersburgo (Cuadro)
- Ashleigh Barty  – Kuala Lumpur (Cuadro)
- Daria Kasátkina  – Charleston (Cuadro)
- Markéta Vondroušová  – Biel (Cuadro)
- Jeļena Ostapenko  – Roland Garros (Cuadro)
- Anett Kontaveit  – 's-Hertogenbosch (Cuadro)
- Daria Gavrilova  – New Haven (Cuadro)
- Zarina Diyas  – Tokio (International) (Cuadro)
- Alison Van Uytvanck  – Quebec (Cuadro)
- Carina Witthöft  – Luxemburgo (Cuadro)

Dobles
- Jeļena Ostapenko  – San Petersburgo (Cuadro)
- Nadia Podoroska  – Bogotá (Cuadro)
- Dalila Jakupović  – Estambul (Cuadro)
- Nicole Melichar  – Núremberg (Cuadro)
- Anna Smith  – Núremberg (Cuadro)
- Dominika Cibulková  – 's-Hertogenbosch (Cuadro)
- Monique Adamczak  – Nottingham (Cuadro)
- Storm Sanders  – Nottingham (Cuadro)
- Quirine Lemoine  – Bastad (Cuadro)
- Arantxa Rus  – Bastad (Cuadro)
- Jiang Xinyu  – Nanchang (Cuadro)
- Tang Qianhui  – Nanchang (Cuadro)
- Lesley Kerkhove  – Luxemburgo (Cuadro)
- Lidziya Marozava  – Luxemburgo (Cuadro)
- Duan Yingying  – Elite Trophy (Cuadro)

Las siguientes jugadoras defendieron con éxito el título conseguido la temporada pasada en individuales, dobles o dobles mixtos:
Individuales
- Simona Halep  – Madrid (Cuadro)
- Kiki Bertens  – Núremberg (Cuadro)
- Caroline Wozniacki  – Tokio (Pacífico) (Cuadro)

Dobles
- Sania Mirza  – Brisbane (Cuadro)
- Hao-Ching Chan  – Taipéi (Cuadro), Hong Kong (Cuadro)
- Yung-Jan Chan  – Taipéi (Cuadro), Hong Kong (Cuadro)
- Martina Hingis  – Roma (Cuadro)
- Abigail Spears  – Stanford (Cuadro)
- Yekaterina Makarova  – Toronto (Cuadro)
- Yelena Vesnina  – Toronto (Cuadro)
- Shuko Aoyama  – Tokio (International) (Cuadro)
- Andrea Hlaváčková  – Quebec (Cuadro), Moscú (Cuadro)
- Johanna Larsson  – Seúl (Cuadro), Linz (Cuadro)
- Kiki Bertens  – Linz (Cuadro)

## Distribución de puntos
| Categoría                      | G    | F    | SF                                           | CF                                           | R16                                          | R32                                          | R64                                          | R128                                         | Q                                            | Q3                                           | Q2                                           | Q1                                           |
| Grand Slam (S)                 | 2000 | 1300 | 780                                          | 430                                          | 240                                          | 130                                          | 70                                           | 10                                           | 40                                           | 30                                           | 20                                           | 2                                            |
| Grand Slam (D)                 | 2000 | 1300 | 780                                          | 430                                          | 240                                          | 130                                          | 10                                           | –                                            | 48                                           | –                                            | –                                            | –                                            |
| WTA Finals (S)                 | +450 | +360 | (230 por cada victoria, 70 por cada derrota) | (230 por cada victoria, 70 por cada derrota) | (230 por cada victoria, 70 por cada derrota) | (230 por cada victoria, 70 por cada derrota) | (230 por cada victoria, 70 por cada derrota) | (230 por cada victoria, 70 por cada derrota) | (230 por cada victoria, 70 por cada derrota) | (230 por cada victoria, 70 por cada derrota) | (230 por cada victoria, 70 por cada derrota) | (230 por cada victoria, 70 por cada derrota) |
| WTA Finals (D)                 | 1500 | 1050 | 690                                          | 460                                          |                                              |                                              |                                              |                                              |                                              |                                              |                                              |                                              |
| WTA Premier Mandatory (96S)    | 1000 | 650  | 390                                          | 215                                          | 120                                          | 65                                           | 35                                           | 10                                           | 30                                           | –                                            | 20                                           | 2                                            |
| WTA Premier Mandatory (64S)    | 1000 | 650  | 390                                          | 215                                          | 120                                          | 65                                           | 10                                           | –                                            | 30                                           | –                                            | 20                                           | 2                                            |
| WTA Premier Mandatory (28/32D) | 1000 | 650  | 390                                          | 215                                          | 120                                          | 10                                           | –                                            | –                                            | –                                            | –                                            | –                                            | –                                            |
| WTA Premier 5 (56S)            | 900  | 585  | 350                                          | 190                                          | 105                                          | 60                                           | 1                                            | –                                            | 30                                           | 20                                           | 12                                           | 1                                            |
| WTA Premier 5 (28D)            | 900  | 585  | 350                                          | 190                                          | 105                                          | 1                                            | –                                            | –                                            | –                                            | –                                            | –                                            | –                                            |
| WTA Premier (56S)              | 470  | 305  | 185                                          | 100                                          | 55                                           | 30                                           | 1                                            | –                                            | 12                                           | –                                            | 8                                            | 1                                            |
| WTA Premier (32S)              | 470  | 305  | 185                                          | 100                                          | 55                                           | 1                                            | –                                            | –                                            | 20                                           | 16                                           | 10                                           | 1                                            |
| WTA Premier (16D)              | 470  | 305  | 185                                          | 100                                          | 1                                            | –                                            | –                                            | –                                            | –                                            | –                                            | –                                            | –                                            |
| WTA Elite Trophy               | +260 | +200 | (120 por cada victoria, 40 por cada derrota) | (120 por cada victoria, 40 por cada derrota) | (120 por cada victoria, 40 por cada derrota) | (120 por cada victoria, 40 por cada derrota) | (120 por cada victoria, 40 por cada derrota) | (120 por cada victoria, 40 por cada derrota) | (120 por cada victoria, 40 por cada derrota) | (120 por cada victoria, 40 por cada derrota) | (120 por cada victoria, 40 por cada derrota) | (120 por cada victoria, 40 por cada derrota) |
| WTA International (56S)        | 280  | 180  | 110                                          | 60                                           | 30                                           | 15                                           | 1                                            | –                                            | 10                                           | –                                            | 6                                            | 1                                            |
| WTA International (32S)        | 280  | 180  | 110                                          | 60                                           | 30                                           | 1                                            | –                                            | –                                            | 18                                           | 14                                           | 10                                           | 1                                            |
| WTA International (16D)        | 280  | 180  | 110                                          | 60                                           | 1                                            | –                                            | –                                            | –                                            | –                                            | –                                            | –                                            | –                                            |

## Retiros
A continuación se presenta una lista de las jugadoras notables (ganadoras de al menos un título de la gira principal, o que hayan alcanzado el top 100 en la clasificación de la WTA (individuales) o (dobles) durante al menos una semana) que anunciaron su retiro del tenis profesional, se convertirán en inactivas (después de no jugar por más de 52 semanas), o se les prohibió permanentemente jugar durante la temporada 2017:
- Ekaterina Bychkova (Nació el 5 de junio de 1985 en Moscú, Unión Soviética) se unió al circuito profesional en 2000, su más alto ranking en individual fue la número 66 del mundo en 2006, fue la número 106 en dobles en 2007. Se retiró del tenis profesional a la edad de 32 años.

- Kimiko Date-Krumm (Nació el 28 de septiembre de 1970 en Kioto, Japón) se unió al circuito profesional en 1989, su más alto ranking en individual fue la número 4 del mundo en 1995, fue la número 33 en dobles en 1992. Ella alcanzó los cuartos de final en los cuatro torneos de Grand Slam. Se retiró del tenis profesional en septiembre de 2017, a la edad de 46 años.

- Vesna Dolonc (Nació el 21 de julio de 1989 en Moscú, Unión Soviética) se unió al circuito profesional en 2006, su más alto ranking en individual fue la número 5 del mundo en 2003, fue la número 5 en dobles en 2002. Ella ganó los cuatro torneos de Grand Slam en dobles mixtos. Se retiró del tenis profesional en julio de 2017, a la edad de 27 años.

- Vera Dushevina (Nació el 6 de octubre de 1986 en Moscú, Unión Soviética) se unió al circuito profesional en 2003, su más alto ranking en individual fue la número 31 del mundo en 2005, fue la número 27 en dobles en 2007. Se retiró del tenis profesional a la edad de 30 años.

- Daniela Hantuchová (Nació el 23 de abril de 1983 en Poprad, Checoslovaquia) se unió al circuito profesional en 1999, su más alto ranking en individual fue la número 84 del mundo en 2013, fue la número 93 en dobles en 2013. Se retiró del tenis profesional en febrero de 2017, a la edad de 34 años.

- Martina Hingis (Nació el 30 de septiembre de 1980 en Košice, Checoslovaca) se unió al circuito profesional en 1994, La ex número uno del mundo tanto en individuales como en dobles, Se retiró por primera vez en 2002 debido a lesiones y regresó en 2006 después de tres años de inactividad y se retiró por segunda vez en 2008 después de haber sido excluido por dopaje. Luego anunció su regreso en 2013 y anunció su tercer y último retiro después de las Finales de la WTA de 2017.

- Liezel Huber (Nació el 21 de agosto de 1976 en Durban, Sudáfrica) se unió al circuito profesional en 1993, su más alto ranking en individual fue la número 131 del mundo en 1999, fue la número 1 en dobles en 2007. Se retiró del tenis profesional en a la edad de 41 años.

- Melanie Oudin (Nació el 23 de septiembre de 1991 en Georgia, Estados Unidos) se unió al circuito profesional en 2008, su más alto ranking en individual fue la número 31 del mundo en 2010, fue la número 125 en dobles en 2011. Se retiró del tenis profesional a la edad de 25 años.

- Shahar Peer (Nació el 1 de mayo de 1987 en Jerusalén, Israel) se unió al circuito profesional en 2004, su más alto ranking en individual fue la número 11 del mundo en 2011, fue la número 14 en dobles en 2008. Se retiró del tenis profesional en febrero de 2017, a la edad de 29 años.

- Nadia Petrova (Nació el 8 de junio de 1982 en Moscú, Unión Soviética) se unió al circuito profesional en 1999, su más alto ranking en individual fue la número 3 del mundo en 2006, fue la número 3 en dobles en 2005. Se retiró del tenis profesional en enero de 2017, a la edad de 34 años.

- Francesca Schiavone (Nació el 23 de junio de 1980 en Milán, Italia) se unió al circuito profesional en 1998, su más alto ranking en individual fue la número 4 del mundo en 2011, fue la número 8 en dobles en 2007. Campeona de Roland Garros en el 2010, Se retirara después de la temporada de 2017.

- Jarmila Wolfe (Nació el 26 de abril de 1987 en Bratislava, Checoslovaquia) se unió al circuito profesional en 2005, su más alto ranking en individual fue la número 25 del mundo en 2011, fue la número 31 en dobles en 2012. Anunció su retiro del tenis profesional en enero de 2017.